# K’an Mo’ Hix
K’an Mo’ Hix (ur. ?, zm. 643) – majański szlachcic.
Pochodził spoza dynastii rządzącej Palenque. Był mężem Sak K’uk, i ojcem K’inich Janaab’ Pakala, władcy Palenque. 